# Johannes Holbek

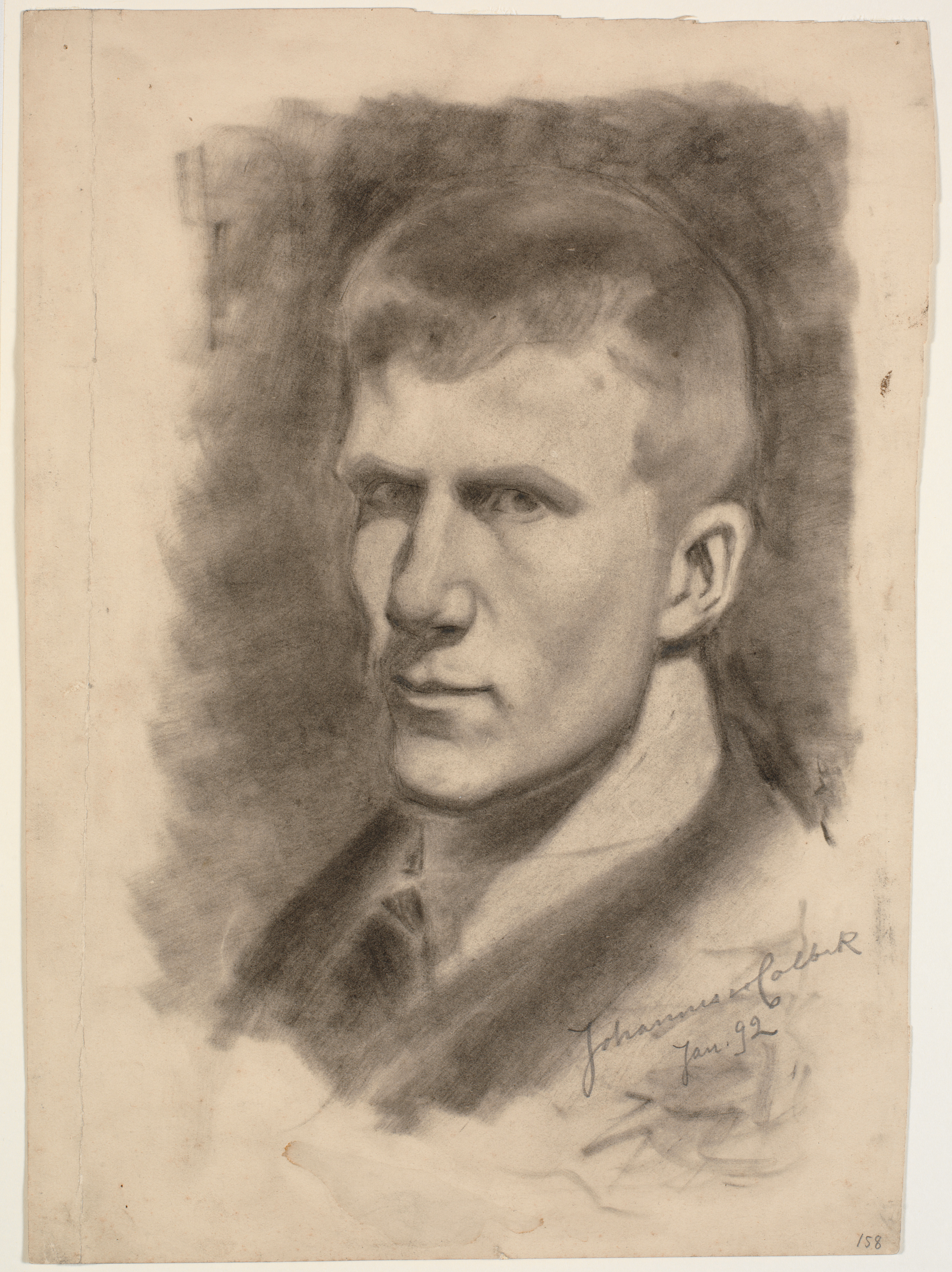
Selbstporträt 1892

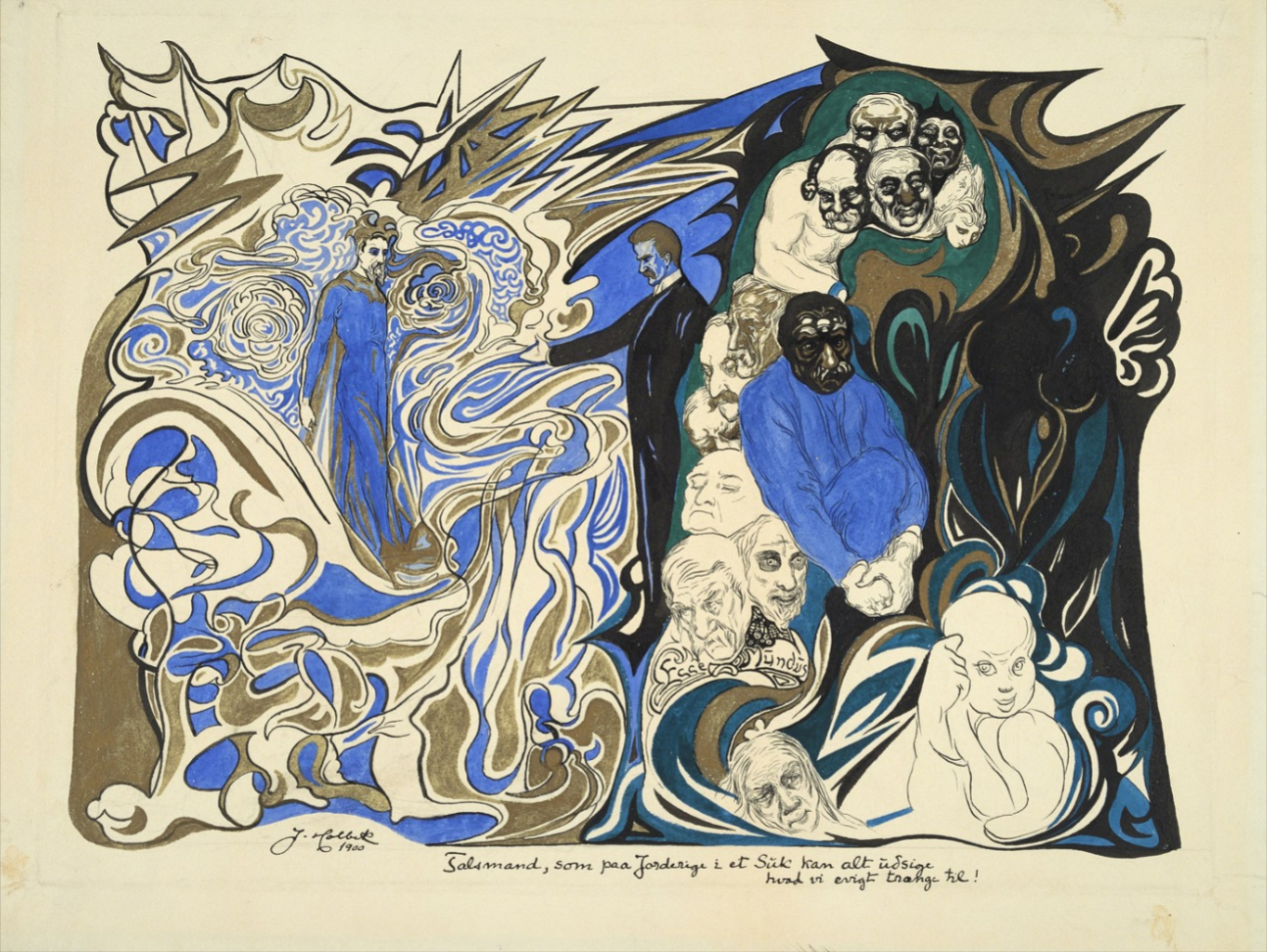
Talismand 1900

Johannes Holbek (* 13. November 1872 in Årby bei Kalundborg; † 14. Mai 1903 in Kopenhagen) war ein dänischer Maler und Zeichner.
Er war als Sohn des Pfarrers Christian Ohnsorg Holbek (1833–1912) und Marie Frederikke Ludovica, geborene Thune (1837–1916), geboren. 1891 wurde er Schüler der Roskilde-Kathedralschule. 1892 besuchte er die Berufsschule, wo der Maler Holger Grønvold unterrichtete. Er absolvierte im Frühjahr 1893 ein Semester an der Königlich Dänischen Kunstakademie bei Frederik Vermehren.
Johannes Holbek erblickte auf der „Freien Ausstellung“ bei der Künstlervereinigung die Werke von Vincent van Gogh und Paul Gauguin, die ihn tief beeindruckten. Im Zeitraum 1893 bis 1894 besuchte er Paris und die Bretagne, 1899 Deutschland. Seine Versuche der Zusammenarbeit mit der dänischen Presse und den „Lustigen Blättern“ blieben erfolglos.
Er setzte sein Studium in Paris an der École des Beaux-Arts bei Jean-Léon Gérôme und Gustave Moreau fort. Er war von 1901 bis 1902 im Atelier von Fernand Cormon tätig und illustrierte „Enoch Arden“ von Alfred Tennyson.
Er starb im Alter von 31 Jahren und wurde auf dem Friedhof von Snoldelev begraben. Viele seiner Werke wurden erst postum von seinem Freund Jens Lund veröffentlicht.